# Matt Cain
Matthew Thomas Cain (nascido em 1º de outubro de 1984), apelidado de The Horse, Big Daddy e Big Sugar, é um jogador profissional de beisebol que atua como arremessador pelo San Francisco Giants da Major League Baseball (MLB). Com 1,90 m. e 104 kgs., rebate e arremessa como destro.
Cain foi escolhido na primeira rodada do draft de 2002 pelo San Francisco Giants. Avançou rapidamente pelas ligas menores e fez sua estreia nos  Giants em 2005, se tornando o mais jovem jogador da National League (NL) naquele ano. Em 2006 (sua primeira temporada completa), Cain venceu 13 jogos e terminou empatado em quinto na votação de Novato do Ano daquele ano. Cain tinha a 10ª melhor ERA da NL em 2007, mas terminou em segundo da liga
Em 2009, Cain foi convocado para o All-Star Game pela primeira vez em sua carreira; venceu 14 jogos e teve um cartel positivo pela primeira vez desde 2006. Cain venceu apenas 13 jogos em 2010, mas guardou seus melhores arremessos para a pós-temporada, e não permitiu nenhuma corrida limpa em seus três partidas jogadas, ajudando os Giants a vencerem sua primeira World Series desde 1954. Em  2011, Cain venceu 12 jogos e teve ERA de 2.88. Cain arremessou o 22º jogo perfeito na história da Major League Baseball em 13 de junho de 2012.

## Jogo perfeito
Em 13 de junho de 2012, na vitória por 10 a 0, Cain arremessou o 22º jogo perfeito na historia da MLB, contra o Houston Astros, eliminando por strikeout 14 rebatedores, empatando com Sandy Koufax por mais rebatedores eliminados por strikeouts em um jogo perfeito. Foi o primeiro jogo perfeito na franquia do Giants (primeiro em São Francisco), o nono na história da National League, o quinto no-hitter de 2012 e o segundo jogo perfeito da temporada, após Philip Humber do Chicago White Sox alcançar a façanha em 21 de abril. Cain fez 125 arremessos, o maior número entre arremessadores de jogos perfeitos, e teve o placar mais elástico entre jogos perfeitos. Cain conseguiu um simples contra o arremessador adversário Rhiner Cruz e anotou corrida na quinta entrada. O prefeito de São Francisco, Ed Lee, em reconhecimento ao feito de Cain, o presenteou com a chave da cidade e proclamou que todo 13 de junho seria conhecido como "Matt Cain Day".